# Justin Mitchell
Justin Mitchell (ur. 29 listopada 1987) – nowozelandzki judoka.
Brązowy medalista mistrzostw Oceanii w 2008. Mistrz kraju w 2006 i 2007 roku.